# Mattias Svanberg
Mattias Olof Svanberg (Malmö, 1999. január 5. –) svéd válogatott labdarúgó, a VfL Wolfsburg játékosa.

## Pályafutása

### Klubcsapatokban
A Limhamn és a Malmö utánpótlás csapataiban eltöltött éveket követően 2015. július 27-én tanuló szerződést kötött a Malmö csapatával. 2016. március 4-én öt éves profi szerződést írt alá. Május 28-án debütált a felnőttek között az Östersunds ellen és gólpasszt adott Viðar Örn Kjartanssonnak. Szeptember 25-én a Helsingborgs IF ellen első gólját is megszerezte. 2018. július 5-én az olasz Bologna szerződtette. 2020. augusztus 2-án szerezte meg az első bajnoki gólját a Torino ellen. 2022. július 16-án a német VfL Wolfsburg csapatába igazolt öt évre.

### A válogatottban
Részt vett az Azerbajdzsánban megrendezett 2016-os U17-es labdarúgó-Európa-bajnokságon. 2018 novemberében Törökország és Oroszország ellen a kispadon kapott lehetőséget a felnőttek között. Egy évvel később góllal mutatkozott be Feröer ellen. 2021. május 18-án bekerült a 2020-as labdarúgó-Európa-bajnokságra utazó keretbe.

## Statisztika

### Klub
2022. november 12-én frissítve.
| Klub          | Szezon   | Bajnokság   | Bajnokság | Bajnokság | Kupa  | Kupa  | Nemzetközi | Nemzetközi | Összesen | Összesen |
| Klub          | Szezon   | Osztály     | Mérk.     | Gólok     | Mérk. | Gólok | Mérk.      | Gólok      | Mérk.    | Gólok    |
| ------------- | -------- | ----------- | --------- | --------- | ----- | ----- | ---------- | ---------- | -------- | -------- |
| Malmö FF      | 2016     | Allsvenskan | 6         | 2         | 2     | 0     | —          | —          | 8        | 2        |
| Malmö FF      | 2017     | Allsvenskan | 18        | 1         | 1     | 0     | 2          | 0          | 21       | 1        |
| Malmö FF      | 2018     | Allsvenskan | 12        | 2         | 6     | 1     | 0          | 0          | 18       | 3        |
| Malmö FF      | Összesen | Összesen    | 36        | 5         | 9     | 1     | 2          | 0          | 47       | 6        |
| Bologna       | 2018–19  | Serie A     | 23        | 0         | 1     | 0     | —          | —          | 24       | 0        |
| Bologna       | 2019–20  | Serie A     | 25        | 1         | 2     | 0     | —          | —          | 27       | 1        |
| Bologna       | 2020–21  | Serie A     | 34        | 5         | 1     | 0     | —          | —          | 35       | 5        |
| Bologna       | 2021–22  | Serie A     | 36        | 3         | 1     | 0     | —          | —          | 37       | 3        |
| Bologna       | Összesen | Összesen    | 118       | 9         | 5     | 0     | 0          | 0          | 123      | 9        |
| VfL Wolfsburg | 2022–23  | Bundesliga  | 14        | 0         | 2     | 1     | —          | —          | 16       | 1        |
| Összesen      | Összesen | Összesen    | 168       | 14        | 16    | 2     | 2          | 0          | 186      | 16       |

### A válogatottban
2022. november 19-én frissítve.
| Nemzet     | Év       | Mérkőzés | Gól |
| ---------- | -------- | -------- | --- |
| Svédország | 2018     | 0        | 0   |
| Svédország | 2019     | 1        | 1   |
| Svédország | 2020     | 3        | 0   |
| Svédország | 2021     | 12       | 0   |
| Svédország | 2022     | 9        | 1   |
| Összesen   | Összesen | 25       | 2   |

### Válogatott góljai
| #  | Időpont            | Helyszín                                | Ellenfél | Gólok | Eredmény | Kiírás                                       |
| -- | ------------------ | --------------------------------------- | -------- | ----- | -------- | -------------------------------------------- |
| 1. | 2019. november 18. | Friends Aréna, Solna, Svédország        | Feröer   | 2–0   | 3–0      | 2020-as labdarúgó-Európa-bajnokság selejtező |
| 2. | 2022. november 16. | Estadi Montilivi, Girona, Spanyolország | Mexikó   | 2–1   | 2–1      | Barátságos mérkőzés                          |

## Sikerei, díjai
- Malmö FF
  - Allsvenskan: 2016, 2017